# Talenkauen santacrucensis
Talenkauen ("litet kranium" på aonikenk, av talenk ("liten") och kauen ("kranium"). Detta hänvisar till det proportionellt lilla kraniet) var ett släkte av iguanodonter från etaget maastricht under yngre krita. Den hittades 2000 och beskrevs av Novas, Cambiaso och Ambrosio år 2004, och dess fossila rester hittades i en bergssida i Pari Aike-formationen vid Lago Viedmas sydöstra strand i Santa Cruz, Argentina. Den är baserad på MPM-10001, ett nästan komplett skelett som dock saknar delar av kraniet, svansen och händerna. Dess mest ovanliga drag är närvaron av åtskilliga tunna benplattor längs sidorna av revbenen.

## Beskrivning
Talenkauen var mer lik Dryosaurus i form och uppbyggnad, men den hade en proportionellt längre hals. Kroppen uppmäts till en ungefärlig längd av 4 meter. Till skillnad emot andra derived iguanodonter hade den fortfarande tänder framme i näbben (framtänder) samt en första tå. Mer derived iguanodonter har förlorat denna tå och behöll enbart de tre mellersta tårna. Överarmsbenet har reducerade områden för muskelfästen, ett drag som den enbart delar med andra sydamerikanska ornithopoder som Notohypsilophodon och Anabisetia. Detta och andra likheter med sydamerikanska ornithopoder föreslår att det kan ha funnits en särskild grupp av ornithopoder på Södra halvklotet, men författarna tillrättavisade att alla bevis tillsammans inte är tillräckliga för att medge en sådan interpretation. Författarna fann, genom kladistiska analyser, att det nya släktet var mer basalt än Dryosaurus och Anabisetia, men mer derived än Tenontosaurus och Gasparinisaura.

### Benplattorna
Talenkauens mest särskiljande drag är en uppsättning av släta, ovala plattor som hittades längs med sidan av revbenen. Plattorna uppnår en längd av 180 millimeter, men de är väldigt tunna (enbart 3 mm tjocka). De låg flackt emot mitten av åtminstone de första åtta revbenen. Den enda andra kända dinosaur som hade liknande plattor är Thescelosaurus, en hypsilophodont från nordamerikanska klippor av motsvarande ålder som de Talenkauen' hittades i, men de två släktena verkar inte vara nära släkt. Eftersom plattorna är så bräckliga och faktumet att de kanske inte alltid har bestått av ben i det levande djuret kan de ha varit fler än de är nu. De kan ha varit homologa till uncinaterade utväxter, utskjutande ben som liknar lister som hittats på revbenen hos olika djur som till exempel tuataran, krokodiler, fåglar och några maniraptorer. Hos fåglar hjälper dessa utväxter dem att ventilera lungorna då den arbetar med musklerna fästade vid revbenen. Kanske kan plattorna ha fungerat som en andingsmekanism hos Talenkauen. Plattorna var för tunna och med begränsade lägen för att kunna ha varit användbara som försvarsmekanismer.

## Paleobiologi
Talenkauen, vilket nämnts ovan var en basal iguanodont, torde ha varit en liten, tvåbent växtätare. Tillsammans med kvarlevorna hittadeskogslandskap. I samma bäddar som Talenkauen hittades har man också funnit tänder efter lungfiskar samt rester av sköldpaddor samt krokodiler. Andra dinosaurier från samma formation inkluderar den gigantiska titanosauriden Puertasaurus och en stor, derived, än så länge odöpt Tetanurae (en theropod).